# Оріга
Ольга Віталіївна Яковлєва (12 жовтня 1970 — 17 січня 2015), відома під псевдонімом Оріга (яп. オリガ, ромадзі Origa) — японська співачка, композитор і автор текстів російського походження.

## Біографія
У п'ять років вступила до музичної школи. У 1986 році вступила до Новосибірського музичного училища (нині Новосибірський музичний коледж імені А. Ф. Мурова). Після закінчення училища в 1990, у грудні 1990 року, на запрошення професора Канеко приїхала в японське місто Саппоро за тримісячною програмою. Професор Канеко з Університету Саппоро під час відвідування Росії на прохання свого знайомого директора дитячої музичної школи при корпорації Kawai шукав дівчину з хорошими вокальними даними для приватного концерту. Інформація про російську співачку швидко поширилася, і Яковлєва отримала запрошення на низку сезонних фестивалів. Взимку 1992 року організатор концерту Ёсінобу Цуцумі так зацікавився Яковлєвою, що запропонував записати та випустити пробний міні-альбом. Під час запису вирішив представити президенту Road & Sky Group Такахасі.
Уклавши контракт з цією компанією, 25 травня 1994 Яковлєва випустила альбом «Origa» під лейблом Toshiba / EMI Co. Inc. У 1995 році Origa вперше спробувала продюсувати бек-вокал для альбому Repeat Performance III Сейр Отака. Потім виконувала вокальну партію в синглу «Марія» Хамади Сего для благодійного виступу, на допомогу жертвам землетрусу в Осаці та Кобе. 1 липня 1995 року R&S видала цей сингл. У наступні роки Origa неодноразово виступала з різними артистами. У 1996 році представляла поп-естраду Японії в радіопередачі «Японська поп-сцена», що проводиться 4 рази на рік, на Радіо Японії.
Вона давала концерти не тільки в Токіо, а також у Нагої, Немуро та інших містах Японії. Другий сингл «Полюшко-поле», випущений 23 липня 1998 року, став вступною піснею в телевізійній драмі «Ао но Дзідай» на каналі TBS. Її четвертий альбом «Вічність» у 1998 році був першим російськомовним альбомом у Японії, який займав 64 місце у національному чарті «Орікон». 14 жовтня 1999 року вийшов її перший збірник — «The Best of Origa».
Також співачка працювала в проекті багатосерійного аніме «Fantastic Children», де примітна пісня «Mizu no Madoromi», виконана у двох варіантах, японською та російською мовами. Російський варіант названий «Перемагає кохання». У 2006 році Оріга спільно з Йоко Канно взяла участь у проекті «Ghost in the Shell: SAC Solid State Society», виконавши вступну пісню «Player» спільно з японською групою Heartsdales та фінальну пісню «Date of Rebirth». Автором текстів цих пісень є сама Оріга.
До 2007 року було випущено сім альбомів, два міні-альбоми та чотири сингли. Широку популярність за межами Японії їй приніс сингл для аніме -серіалу Ghost in the Shell: Stand Alone Complex під назвою Inner Universe, композитором якого стала Йоко Канно . Йоко Канно брала участь у записі майже всіх альбомів Ольги, вони товаришували.
Оріга померла 17 січня 2015 року в одній із токійських клінік у віці 44 років від зупинки серця. Вона вступила до шпиталю у префектурі Канагава за 8 днів з діагнозом рак легенів. Планується[коли?] випуск посмертного альбому, який співачка встигла закінчити, попри хворобу.

## Дискографія
- Ольга (демо, 1991)
- Kaze no Naka no Soritea / Самотність на вітрі (сингл, 1995)
- Polyushko Pole: Le Vent Vert ~ Le Temps Bleu (Polyushko Pole) / Полюшко-поле: Зелений вітер ~ Синій час (сингл, 1998)
- Арія (Міні-альбом) (1996)
- Maria (сингл, 1998)
- Mizu no Madoromi / Сонні води (сингл, 2004)
- Spiral / Спіраль (сингл, 2006)
- Land of Love (сингл, 2006)
- Leleyala (сингл, 2006)
- 花曇り/ Hanagumori / Spring Fog (сингл, 2006)

## Проекти
- Ryo Kunihiko (梁邦彦) — The Gate of Dreams (1996 — Вокал у піснях «Земля», «Triumph of the Soul Behemian»)
- Ryo Kunihiko (梁邦彦) — Into The Light (1998 — Вокал у пісні «St.Medieval Rain»)
- Ao no Jidai: Оригінальний ТВ саундтрек / Різні артисти (1998 — Текст та вокал у пісні «Le Vent Vert ~ Le Temps Bleu (Полюшко-поле)»)
- Nakamori Akina (中森明菜) — SPOON (1998 — Музика та бек-вокал у піснях «Hanagumori», "Your Birthday), «Blowing From The Sun», «Архів в (In a storm)»)
- Turn-A Gundam: The Concert / Yoko Kanno (2000 — Вокал у пісні «Moon») Проте студійна версія цієї пісні виконана без участі Оріги.
- 中村幸代 (Yukiyo Nakamura) — Harvest (2000 — Вокал у пісні «Wish»)
- Ryo Kunihiko (梁邦彦) — Pan-O-Rama (2001 — Вокал у пісні «Rainbow Leaves»)
- Princess Arete: Оригінальний саундтрек фільму / Akira Senju (2001 — Текст та вокал у піснях «Червоне Сонце», «Червоне сонце (Prologue)», «Majo no Yubiwa», «Червоно Сонце (Story)»)
- Ghost in the Shell: Stand Alone Complex — Оригінальний ТВ саундтрек 1 / Yoko Kanno (2003 — Текст та вокал у пісні «Inner Universe»)
- «GET9» [Сингл] / Yoko Kanno (2004 — Текст і вокал у пісні «Rise»)
- Ghost in the Shell: Stand Alone Complex — Оригінальний ТВ саундтрек + / Yoko Kanno (2004 — Текст та вокал у піснях «Inner Universe» та «Rise (ТВ-редакція)»)
- Ghost in the Shell: Stand Alone Complex — Оригінальний ТВ саундтрек 2 / Yoko Kanno (2004 — Текст і вокал у пісні «Rise»)
- Ghost in the Shell: Stand Alone Complex — Оригінальний ТВ саундтрек 3 / Yoko Kanno (бек-вокал у пісні «Flashback memory plug»)
- Fantastic Children: Drama & Image Album / Kouji Ueno (2005 — Російський текст і вокал у пісні «Fuyuu Yume» — японська та російська версії)
- Fantastic Children: Drama & Image Album / Kouji Ueno (2005 — Російський текст та вокал у пісні «Mizu no madoromi» — японська та російська версії)
- Fantastic Children: Оригінальний ТВ саундтрек 1 / Kouji Ueno (2005 — Текст та вокал у пісні «Перемагає Любов» (ТВ-редакція)
- Ghost in the Shell: SAC Solid State Society — Оригінальний саундтрек / Yoko Kanno (2006 — вступна пісня «Player» спільно з японською групою Heartsdales, фінальна пісня та текст «Date of rebirth»)
- Yoko Kanno — CM Yoko (2007 — Вокал у пісні «Exaelitus»)
- Ryo Kunihiko (梁邦彦) — AION Original Sound Track (2008 — Вокал у піснях The Wings of Knight, Song Of Moonlight, Voices from The Ruins)
- Ryo Kunihiko (梁邦彦) — Piano Sketch (2008 — Вокал у пісні Too Far Away (Asian Sanctus Version))
- SUGIZO — RISE TO COSMIC DANCE (2008, реліз DVD у 2009 — Живий концерт. Більшість пісень виконано за участю ORIGA)
- Luna-Haze —《月詠み月食む ～佰奇耶病譚～》(2010 — Вокал у пісні «Tsukiyomi Tsukihamu (月詠み月食む)»)
- SUGIZO — FLOWER OF LIFE (2011 — Вокал у піснях ENOLA GAY, ARC MOON, TELL ME WHY YOU HIDE THE TRUTH? ", «The EDGE»)
- Operation SAKURA (2011 — Текст та вокал у піснях « INORI» [Архівовано 17 лютого 2022 у Wayback Machine.] та « Золоті нитки» [Архівовано 17 лютого 2022 у Wayback Machine.])
- Final Fantasy XIII-2 OST (2011 — Вокал у піснях «New Bodhum», «New Bodhum — Aggressive Mix», «Historia Crux», «Missing Link», «Parallel Worlds», «Parallel Worlds — Aggressive Mix», «The Void Beyond (The Spacetime Interval)»)
- Himekami — Starry Tales Soundtrack (2011 — Вокал у піснях «Wings for Freedom», «Astraea», «Starry Tales», «Shining Future»)
- Ryo Kunihiko — Piano Fantasy (2013 — Вокал у піснях «Forgotten Sorrow (Origa Ver.)), Timeless Story (Origa Ver.)»)
- Himekami — Voyage To Another World (2013 — Вокал у піснях «Voyage To Another World», «An Eternal Flower», «Miracle Presents from The Nature», «Blue Ice Calmly Flows»)
- Аллоди Онлайн (2013 — Вокал у піснях «Серце Світу», «Сльози Дубрав», «Руїни Плагата»)
- Chaotic Vibes Orchestra (2014 — Вокал у пісні «Animus»)
- Ar nosurge Genometric Concert side. 蒼〜刻神楽〜(アルノサージュ) (2014 — Вокал і текст у піснях «em-pyei-n vari-fen jang;», «yal fii-ne noh-iar;»)
- XES feat. Origa — Black Tears (сингл, 2014 — Бек-вокал)
- HeroWarZ Anime Trailer — Audrey theme (2014 — Вокал та текст)